# Géa Augsbourg
Géa Augsbourg, nom de plume de Georges-Charles Augsburger, né le 11 janvier 1902 à Yverdon-les-Bains et mort le 7 février 1974 à Prilly, est un peintre, illustrateur et dessinateur de presse suisse. Il est également auteur de bande dessinée, céramiste et réalisateur de film d’animation. 

## Biographie
Géa Augsbourg a marqué l’illustration en Suisse romande,. Il a vécu à Paris où il rencontre, entre autres, Max Jacob et Jean Cocteau. Il expose en 1929 une huile sur toile, Le Roi tir, au Salon des surindépendants. Il s’installe définitivement en Suisse à partir de 1952.
On lui doit de nombreux portraits et reportages. Il a aussi travaillé pour la Fondation Charles Veillon, notamment pour son journal et le prix Charles Veillon. Ses Vies en images, biographies illustrées d'hommes célèbres, ont contribué à sa notoriété.
Il reçoit le prix des Arts franco-suisse en 1937.
Son œuvre a fait l’objet de plusieurs monographies et rétrospectives, notamment pour son centenaire en 2002 et, plus récemment, en 2013-2014.

## Voir aussi

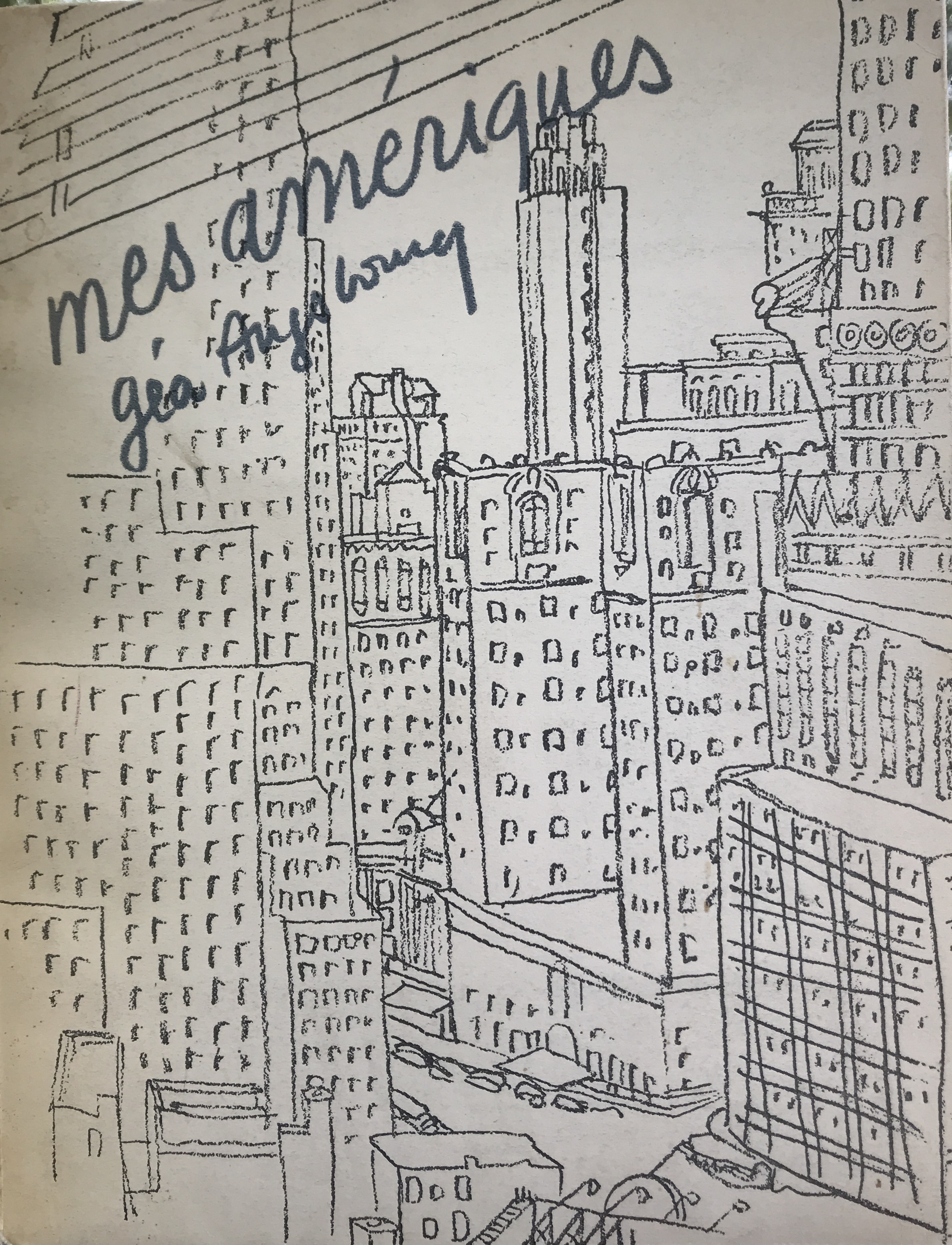
Mes Amériques, Géa Augsbourg. Éd. Vineta, 1951